# Roger Pochon
 (décembre 2023).
Pour les articles homonymes, voir Pochon.
Roger Pochon, né en 1905 et mort en 1974, est un juriste et journaliste suisse, originaire de Domdidier.

## Biographie
Il étudie au Collège Saint-Michel à Fribourg. Il entre ensuite au secrétariat de Pax Romana et occupe la présidence de l'association fribourgeoise des étudiants suisses.
Licencié en droit de l' Université de Fribourg en 1929, il fit son stage auprès de Me Ernest Lorson, futur syndic de Fribourg. Substitut du procureur général en 1930, il est président du Tribunal de la Glâne en 1937. Il revêt deux mandats politiques : conseiller général conservateur à Romont puis député au Grand Conseil du district de la Glâne. 

Juge cantonal en 1951 et 1952, il devient rédacteur en chef de La Liberté de 1951 à 1970. Il préside l'Association de la presse fribourgeoise. Il collabore à la réorganisation de la SSR. Il préside la Ligue fribourgeoise contre la tuberculose.
Colonel de la justice militaire, il est juge d'instruction extraordinaire au sujet des activités hostiles au pays durant la Seconde Guerre mondiale (1944-46).

## Sources
- Christophe Schaller, Les jeunes conservateurs fribourgeois de 1923 à 1953, 1990.
- Pierre Barras, Encyclopédie du canton de Fribourg, p. 494.